# Edifício de tofu
"Edifício de tofu" é uma frase usada no mundo de língua chinesa para descrever um edifício mal construído. A frase foi cunhada por Zhu Rongji, ex-primeiro-ministro da República Popular da China, em uma visita à cidade de Jiujiang, província de Jiangxi, em 1998, para descrever um conjunto mal construído de diques de inundação no rio Yangtze.  A frase é usada principalmente para se referir a edifícios que desabaram no desastre do terremoto de Sichuan em 2008.      
Na China, o termo resíduos de tofu (os pedaços que sobraram após a fabricação do tofu) é amplamente usado como uma metáfora para trabalho de má qualidade, daí a implicação de que um "projeto de resíduos de tofu" é um projeto mal executado. 
A prevalência de “projetos de tofu” deve-se à corrupção desenfreada e ao peculato na China, uma vez que “o dinheiro do projeto é desviado de cima para e pelos funcionários, deixando menos financiamento para materiais de qualidade, pessoal qualificado e mão-de-obra aceitável”, enquanto “os projetos são frequentemente concedido a empresas que tenham mais vínculos políticos do que qualificações". Além disso, os "projetos de tributo" são frequentemente concluídos às pressas para marcar um aniversário do estado. Por exemplo, em 2007, uma ponte na província de Hunan, onde as obras foram aceleradas para poder ser inaugurada no 50º aniversário da fundação da prefeitura local, ruiu durante a construção, matando 64 pessoas. Por último, os governos locais dependem das receitas provenientes da construção, incluindo vendas de terrenos e taxas de transferência, pelo que têm incentivos para promover um crescimento rápido e irrestrito, incluindo fechar os olhos à construção de qualidade inferior. 
Depois de visitar a China no início de 2011, o jornalista canadense Lawrence Solomon afirmou que muitos chineses "temem que uma 'barragem de tofu' possa falhar, causando centenas de milhares de vítimas a jusante". 

## Terremoto de Wenchuan de 2008

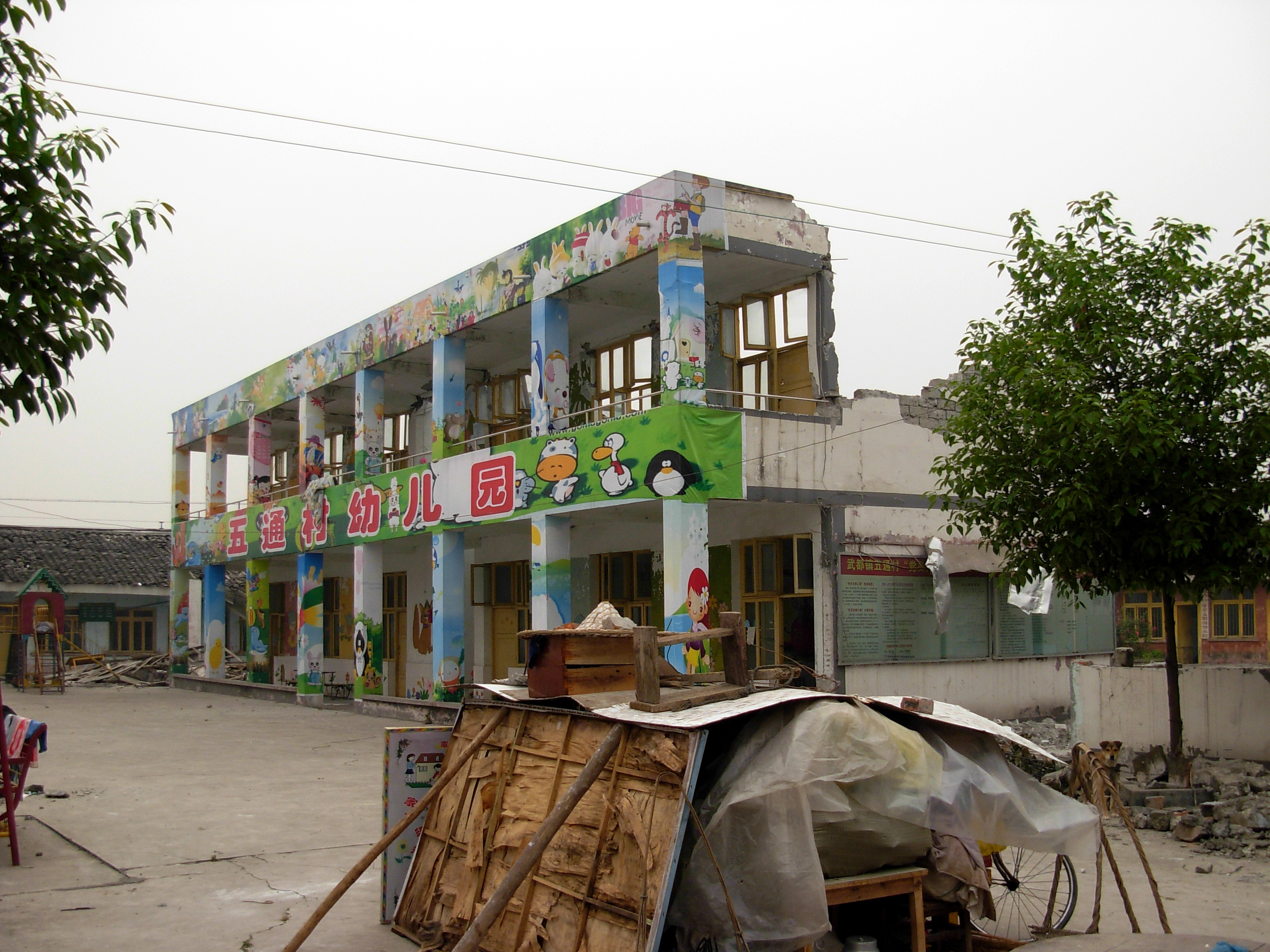
Este jardim de infância estava entre as muitas escolas da região do desastre que sofreram graves danos estruturais.

Durante o terremoto de Wenchuan em 2008, muitas escolas desabaram, resultando na morte de estudantes. Esses edifícios têm sido usados para exemplificar projetos de resíduos de tofu. Os colapsos estiveram ligados a alegações de corrupção na construção de escolas chinesas.